# Shubra El-Kheima

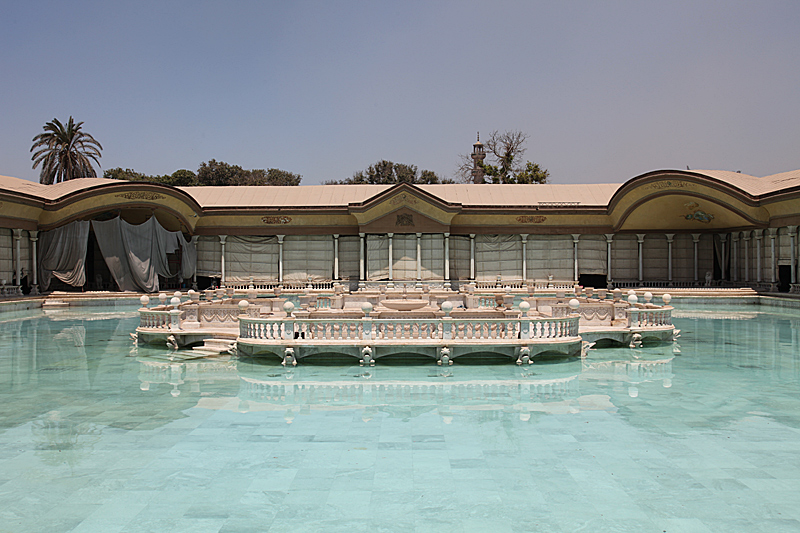
Palais Choubra

Shubra el Kheima (en arabe : شبرا الخيمة), communément appelée Choubra, est une ville d'Égypte située dans le gouvernorat de Qalyubiya. La cité abrite principalement des travailleurs (et leurs familles) issus des usines et manufactures environnantes.
Elle est par sa population la quatrième ville d'Égypte.
Elle est le terminus au nord de la seconde ligne de métro, ouverte au milieu des années 1990, la reliant avec el Mounib au sud-ouest (en direction du plateau de Gizeh).